# Adil Asadov
Adil Asadov (né le 1er octobre 1958 à Quba) est un philosophe azerbaïdjanais, actuellement chef du département de l'Académie nationale des sciences d'Azerbaïdjan et président de l'Association des Lumières philosophiques.

## Biographie
Adil Asadov est né le 1er octobre 1958 à Quba. Il est diplômé de l'Université d'architecture et de construction d'Azerbaïdjan. En 2005, il a fondé l'Association des Lumières Philosophiques. Il est l'auteur de plus de 170 articles scientifiques. Il a représenté la république d'Azerbaïdjan à la deuxième conférence européenne des sciences sociales.